# كارولاينا رويز كاستيلو
كارولاينا رويز كاستيلو (بالإسبانية: Carolina Ruiz Castillo)‏ هي متزحلقة إسبانية، ولدت في 14 أكتوبر 1981 في أوسورنو في تشيلي.

## وصلات خارجية
- الموقع الرسمي
- كارولاينا رويز كاستيلو على موقع الاتحاد الدولي للتزلج (التزلج على المنحدرات الثلجية) (الإنجليزية)
- كارولاينا رويز كاستيلو على موقع أوليمبيديا (الإنجليزية)